# شيفا (اليهودية)
شيفعا (بالعبرية: שִׁבְעָה، معناها الحرفي «سبعة») وهي فترة الحداد في اليهودية تستمر لمدة أسبوع بعد الدفن يناقش فيها الأفراد خسارتهم وقبولهم راحة الآخرين، وتكون للأقارب من الدرجة الأولى (الوالدين والأزواج والأبناء و/ أو أشقاء الشخص المتوفى)، ولا تشترط على من كان عمره أقل من ثلاثين يومًا وقت الوفاة.
يرتدي المعزون ثوبًا ممزقًا في الجنازة في طقوس تعرف باسم كيريا، وفي بعض التقاليد يرتدي المعزون شريطة سوداء ممزقة بدل من الثوب اليومي، ويتم ارتداء الشيء الممزق طول وقت الشيفعا.
عادة تبدأ الأيام السبعة فور دفن المتوفى، من الضروري أن تردم حفرة الدفن بالكامل لكي تبدأ شيفعا.
خلال فترة شيفعا يبقى المعزون في المنزل ويقوم الأصدقاء والعائلة بزيارة من هم في حالة حداد لتقديم تعازيهم وتوفير الراحة لهم.
هذه العملية تعود إلى العصور التوراتية، والرسمية هي الطريقة الطبيعية التي يواجه بها الفرد الحزن ويتغلب عليه، ويسمح شيفعا للفرد بالتعبير عن حزنه ومناقشة فقدان أحد الأحبة والعودة ببطء إلى المجتمع.

## علم أصول الكلمات
كلمة شيفعا آتية من العبرية (بالعبرية: שבעה‏)، في إشارة إلى مدة السبعة أيام من هذه الفترة.

## روايات من الكتاب المقدس مشابهةلشيفعا
هناك عدد من روايات الكتاب المقدس وصفت الحداد لفترات محددة، في عدة حالات تكون هذه الفترة سبعة أيام.
بعد وفاة يعقوب، أقام ابنه يوسف وأولئك المرافقون له فترة حداد لمدة سبعة أيام.
وفي سفر أيوب، ذُكر أن أيوب حزن على مصيبته لمدة سبعة أيام.
خلال هذا الوقت جلس على الأرض مع أصدقائه من حوله.
يتضمن حداد الكتاب المقدس الامتناع عن الأعياد والأغاني وطقوس الهيكل.
أعلن عاموس للشعب أن الله «سيحول أعيادك إلى حزن، وكل ترانيمك إلى رثاء»، كعقاب على الخطيئة، واصفًا هذا الحداد بأنه يشبه «حداد الابن الوحيد».
بعد مقتل اثنين من أبناء هارون وهو كاهن كبير، رفض هارون أكل الذبائح، لأن هذا الفعل حسب كلامه لا يليق في وقت الحداد على وفاة الأبناء.

## مراحل العزاء
تبدأ عملية الحداد بالمرحلة الأولى المعروفة باسم أنينوت، والعواطف المرتبطة بهذه الفترة هي مشاعر الغضب والإنكار وعدم التصديق وهي أشد فترات الحداد، وفي هذا الوقت يتم تنفيذ الكريا أو تمزيق الثياب، وتبدأ هذه المرحلة من لحظة وفاة الفرد حتى نهاية الجنازة.
المرحلة التي تتبع أنينوت هي شيفعا، حيث يدخل المعزون في سبعة أيام مخصصة لإحياء ذكرى الفرد المتوفى.
خلال فترة شيفعا يتم توجيه الأفراد لأخذ استراحة من روتينهم من أجل التركيز على خسارتهم.
بعد فترة شيفعا تأتي مرحلة الحداد المعروفة باسم شيلوشيم. تستمر فترة الحداد خلال هذه الفترة لمدة ثلاثين يوما بعد الدفن.
وتعتبر الأيام السبعة الأولى من شيلوشيم هي فترة شيفعا، ولكن شيلوشيم تواصل بعد انتهاء فترة شيفعا، والتي تتم بشكل أساسي في المنزل، بينما تسمح شيلوشيم للأفراد بمغادرة مساكنهم والبدء في التفاعل مع الآخرين والمشاركة في العلاقات الاجتماعية من أجل العودة ببطء إلى الأنشطة اليومية العادية.
خلال المرحلة النهائية (ياهرزيت أو يزكور) ينتهي العمل بفترة الحداد التي دامت اثني عشر شهراً، كما تُقام احتفالات تذكارية سنوية للفرد الذي توفي.

## حساب توقيتشيفعاوشيلوشيم
فترة الشيفعا (سبعة أيام الحداد) تبدأ مباشرة بعد الدفن، يعتبر ما تبقى من اليوم هو اليوم الأول من شيفعا، على الرغم من أنه يوم جزئي فقط.
في اليوم السابع (على سبيل المثال يوم الاثنين، إذا كان اليوم الأول هو الثلاثاء) تنتهي فترة شيفعا في الصباح بعد صلاة الششارت.
إذا لم يتم تقديم الخدمات العامة في صباح اليوم السابع، يتم تقديم الخدمة في منزل حداد، وبالتالي فإن اليوم السابع هو يوم جزئي مرة أخرى.
يستمرالـشيلوشيم (فترة الثلاثين يومًا من الحداد) حتى نهاية الخدمات الصباحية في اليوم الثلاثين أي بعد 23 يوماً من نهاية شيفعا، وكما هو الحال مع فترة شيفعا، يتم حساب اليومين الجزئيين في البداية والنهاية كأيام كاملة.  
إذا وصل خبر وفاة قريب خلال 30 يومًا من وفاته، بما في ذلك اليوم الثلاثين، فإن المعزي ملزم فقط بالجلوس في حداد ليوم واحد.
ولكن إذا وصل الخبر في غضون 30 يوماً، فإن المعزي مطلوب منه أن يجلس في حداد لمدة سبعة أيام.

### الأعياد الدينية في أوقات الحداد
الأعياد الدينية أثناء فترة شيفعا وشيلوشيم تغير من فترة الحداد قليلًا.
بما أن اليهودية تحتضن الأعياد بفرح، فإن الحزن والأسى المرتبطين بالحداد يجب أن يوضعا جانبًا حتى انتهاء العيد.
عادةً إذا مات فرد قبل بداية العطلة فإن أيام العيد تحتسب من أيام الحداد، وتُلغى القواعد المطبقة أثناء الحداد من أجل تشجيع الاحتفال بالعيد.
إذا حدثت الوفاة أثناء العطلة أو من غير معرفة فإن الحداد يبدأ بعد انتهاء العيد.
في حالات أخرى إذا تمت فترة شيفعا بالكامل قبل بدء العطلة، فستلغي العطلة القوانين المطبقة بشيلوشيم ، مما يدل على استيفاء واكتمال فترة الحداد. 
بإمكان العطلة اليهودية الكبيرة إنهاء الشيفعا، في حين أن السبت يعلق بعض جوانبها فقط.

#### السبت
خلال يوم السبت يستمر الحداد الخاص بينما يتم تعليق الحداد العام.
يسمح للأفراد بارتداء الأحذية ومغادرة منازلهم للمشاركة في الصلاة العامة، كما يُسمح للأفراد بتعطيل العمل بقواعد شيفعا لمدة تصل إلى ساعة وخمس عشرة دقيقة من أجل الطهي واللباس وأداء المهام الأخرى.
إذا لم يكن هذا الوقت كافيًا للقيام بذلك فقد يتم تخصيص ساعتين ونصف الساعة لهذا الغرض في بعض المواقف. 

#### عيد الفصح
خلال عيد الفصح، أياً كان عدد الأيام التي مرت لشيفعا قبل البدء ستساوي سبعة أيام عندما يبدأ العيد، وعيد الفصح سيحتفل به لمدة ثمانية أيام، فإن أي حداد قبله سوف يصل إلى خمسة عشر يومًا عند انتهاء العيد، وسيتبق خمسة عشر يوماً فقط لـ<i>شيلوشيم</i>. 

#### شافوت
خلال فترة شافوت أي أيام لشيفعا قبل البداية ستساوي سبعة أيام عند بداية العطلة.
اليوم الأول من شافوت يساوي اليوم السابع، ويعتبر اليوم الثاني من شافوت هو اليوم الخامس عشر، ولن يتبق سوى خمسة عشر يومًا لـ<i>شيلوشيم</i>. 

#### عيد العرش
خلال عيد العرش أي أيام لشيفعا قبل البداية ستساوي سبعة أيام عندما تبدأ العطلة.
نظرًا لأن الاحتفال بعيد العرش لمدة سبعة أيام، فإن أي حداد قبله سيصل إلى أربعة عشر يومًا عند انتهاء العطلة.
يعتبر شميني عتذيرت أن اليوم الثامن من عيد العرش يعادل سبعة أيام من الحداد. ويعتبر سيمشات توراه اليوم الثانى والعشرين للحداد، مما يترك ثمانية أيام فقط لـ<i>شيلوشيم</i>.

#### روش هاشانا
خلال روش هاشانا أي أيام لشيفعا قبل البداية ستساوي سبعة أيام عندما تبدأ العطلة.
يوم كيبور بعد رأس السنة سوف يرمز إلى نهاية الحداد ونهاية كل من شيفعا وشيلوشيم. 

#### يوم الغفران
خلال يوم الغفران أي أيام لشيفعا قبل البداية ستساوي سبعة أيام عندما تبدأ العطلة.
عيد العرش بعد يوم كيبور، سوف يرمز إلى نهاية الحداد ونهاية كل من شيفعا وشيلوشيم. 

#### يوم توف
إذا حدثت الوفاة خلال يوم توف، فإن شيفعا لا تبدأ حتى اكتمال الدفن.
قد لا يتم الدفن في يوم توف، ولكن يمكن أن يتم ذلك خلال الأيام الوسيطة من عيد العرش أو عيد الفصح، والمعروف أيضًا باسم شول هامود. 

#### شول هامود
إذا حدث الدفن في عيد الفصح في شول هامود، فإن شيفعا لا تبدأ إلا بعد اكتمال يوم توف، وحيث أن ياميم توفيم تستمر لمدة يومين لا يتم الحداد في اليوم الثاني، ولكن اليوم لا يزال يشكل واحداً من أيام شيفعا.

## عادات الشيفعا
هناك العديد من التقاليد التي يتم التمسك بها في فترة شيفعا.
حيث يُطلب من المعزين البقاء في المنزل والامتناع عن الانخراط في العالم الاجتماعي طوال ذلك الوقت.

### كيريا
بعد سماع خبر وفاة أحد الأقارب، توجه المعتقدات والتقاليد اليهودية الأفراد إلى تمزيق ملابسهم كتعبير أساسي عن الحزن وتُعرف عملية تمزيق الثوب بالكيريا.
يتم التمزيق أثناء الوقوف ويجب أن يمتد طوله إلى نطاق اليد   أو ما يعادل حوالي 9 سنتيمتر (3.5 بوصة).
عند تمزيق الثوب يتلو المعزين دعاءً يصف الله بأنه «القاضي الحق».
هذا الدعاء يذكر المعزين بأن الله قد سلب حياة قريب، ويُنظر إليه على أنه الخطوة الأولى في قبول الحزن. يُمزق الثوب على القلب إذا كان المتوفى أحد الوالدين، أو فوق الصدر على الجانب الأيمن إذا كان المتوفى قريبًا آخر.
يتم ارتداء قطعة الملابس الممزقة طوال فترة شيفعا، والاستثناء الوحيد هو يوم السبت. 

### غسل اليدين
بعد التواجد بالقرب من المتوفى أو حوله، من المعتاد أن يغسل المرء نفسه أو على الأقل يديه كوسيلة للتطهير.
بعد الجنازة أو زيارة المقبرة يُطلب من الأفراد غسل أيديهم كعلامة على الانتقال الروحي عبر الماء. يكون القيام بذلك إلزاميًا خلال فترة شيفعا وبشكل خاص قبل دخول المنزل.
هناك العديد من الأصول المختلفة لهذا التقليد، ولكن عادةً ما يرتبط الفعل بالتطهير الرمزي وفكرة أن الموت نجس بالمعنى الروحي.
عند غسل اليدين بعد زيارة المتوفى، جرت العادة على عدم تمرير كوب الماء المستخدم من شخص لآخر، ويرجع ذلك للمعتقدات والآمال في وقف المأساة التي بدأت، بدلًا من السماح لها بالاستمرار من شخص إلى آخر كما يرمز إليه مرور الكوب. 

### وجبة التعزية
الوجبة الأولى التي يجب تناولها بعد الجنازة تعرف باسم سيودا هافرا (بالعبرية: סעודת הבראה، ومعناها وجبة التعزية)، ويحصل المعزين على هذه الوجبة من الجيران.
يعتبر تحضير هذه الوجبة ميتزفة (أي وصية أو قانون يهودي)، ولكن إذا كان الجار غير قادر على تحضير وجبة التعازي، فقد تقوم الأسرة الممتدة بذلك، أو قد يقوم الأفراد الذين في حالة حداد بتحضير الوجبة كحل أخير.
لوحظ أنه في كثير من الأحيان بعد وفاة أحد أفراد الأسرة، يكون لدى الأفراد الذين في حداد رغبة في الموت وغالبًا ما يحاولون الخضوع للموت جوعاً.
وفرت لهم الوجبة عند عودتهم إلى المنزل الدفء لتقليل مثل هذه الرغبات.
يجب أن تحتوي اختيارات الطعام في وجبة التعازي على عدة أطباق محددة.
مثال على ذلك الخبز الذي يرمز إلى الحياة بالإضافة إلى ذلك يقدم البيض المسلوق والخضروات المطبوخة والقهوة أو الشاي، في كثير من الأحيان يُسمح بتقديم النبيذ أيضًا.
المرة الوحيدة التي لا يتم فيها تقديم وجبة التعازي تحدث عندما لا يكون هناك حداد عام أو إذا كان الشخص الذي مات قد مات بسبب الانتحار. 

### شموع

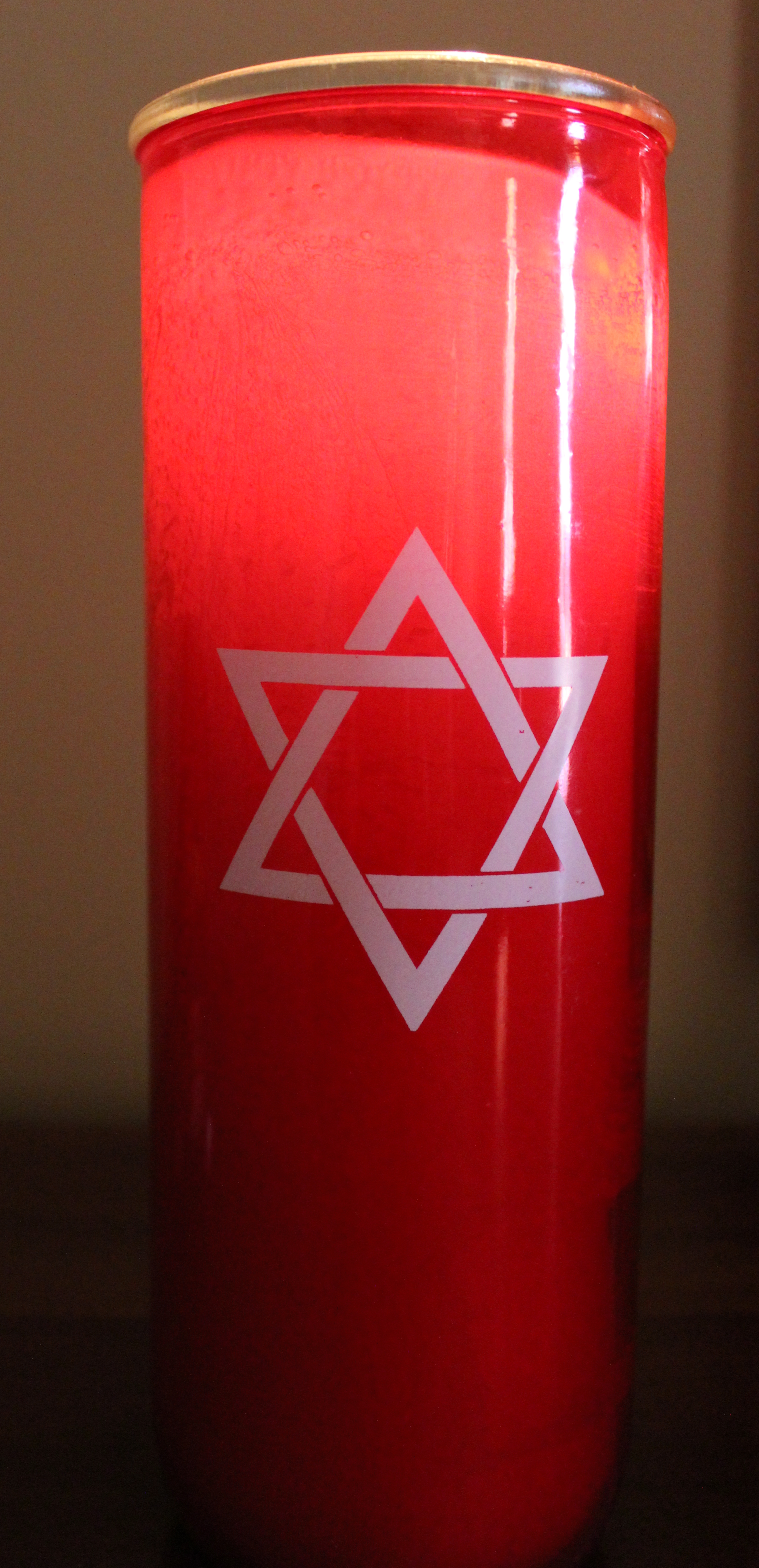
شمعة شيفعا حمراء

في اليهودية تعتبر الشموع رمزًا للأحداث الخاصة خلال الحياة.
ويضاء الشمع خلال العطلات الرئيسية ويوم السبت وأثناء عملية الحداد ويجب أن تحترق شموع الشيفعا بأكملها.
قبل وفاة الحاخام يهوذا حناسي في القرن الثالث، أصدر تعليماته بضرورة استمرار احتراق الضوء.
خلال شيفعا الشمعة تمثل المتوفى والضوء هو رمز للإنسان والفتيل واللهب يمثلان الجسد والروح على التوالي، بالإضافة إلى ارتباطهما ببعضهما البعض. تكون الشموع مصنوعة إما من الزيت أو البارافين ولا يسمح لها أن تكون كهربائية.
الحرق المثالي للشمعة يتم في منزل المتوفى، ولكن يمكن إجراء استثناءات، وتكون الشموع في حضور الملتزمين بفترة شيفعا.
خلال العطلات الرئيسية يمكن نقل الشمعة لتقليل الشعور بالحزن والتركيز على المناسبة السعيدة. 

### المرايا
يُطلب من الأفراد الذين في حالة حداد أو في منزل شيفعا تغطية المرايا من وقت وفاة الفرد حتى نهاية شيفعا، هناك عدة أسباب وراء مطالبة اليهودية بذلك.
قد ينبع السبب الأول من فكرة أن الإنسان قد خلق على صورة الله، وبذلك يكتسب الإنسان نفس كرامة وقيمة الله، وعندما تموت خليقة الله فإن هذا يقلل من صورته، يقطع موت البشر العلاقة بين الإنسان الحي والإله الحي.
ونظرًا لأن الغرض من المرايا هو عكس مثل هذه الصورة يتم تغطيتها أثناء الحداد.
أما السبب الثاني فلأن الأفراد في هذا الوقت يُطلب منهم التركيز على الحزن والحداد بدلاً من التركيز على أنفسهم، ولمنع الأفكار الأنانية يتم تغطية جميع المرايا داخل منازل الأفراد في فترة شيفعا.
أما السبب الثالث يأتي من القانون الذي ينص على أنه لا يجوز للفرد الوقوف مباشرة أمام صورة أو عبادة واحدة.
لذلك يتم إخفاء المرايا والصور أثناء الحداد. 

#### الصور
أحد الأسباب المرتبط بتغطية المرايا (ولدى البعض جميع صور الأشخاص أيضًا) هو أن الصلاة تُقام في بيت الحداد إذا كان النصاب القانوني يسمح بذلك، وينص القانون اليهودي بوضوح على أن لا يجوز عبادة صورة أو الوقوف مباشرة أمام واحد.. صورة .. مرآة. 

### الأحذية
لا يُسمح بارتداء الأحذية الجلدية أثناء الشيفعا.  
وذلك بهدف التقليل من الرفاهية، فبدون أحذية جلدية يمكن للفرد التركيز على الحداد والمعنى الأعمق للحياة.
ومع ذلك فإن الاستثناءات من هذه القاعدة تشمل النساء الحوامل  والذين يعانون من أمراض القدمين.  كما يجب أيضًا على الضيوف والأفراد الذين ليسوا في فترة شيفعا الامتناع عن ارتداء الأحذية الجلدية عندما يتواجدون في منزل الأفراد الذين في حالة حداد.

### الهيئة الشخصية
على غرار فكرة ارتداء الأحذية الجلدية تندرج النظافة الشخصية والعناية الشخصية التي يتم القيام بها بهدف المتعة.
تُحظر مثل هذه الأفعال أثناء فترة شيفعا أو شيلوشيم حيث يُنظر إليها على أنها أفعال من أجل الراحة الجسدية. ومع ذلك هناك خط رفيع يفصل بين العناية الشخصية لأسباب صحية ولأسباب الراحة.
لذلك يمنع التهيء أو التبرج من أجل الراحة لكن يُطلب من الأفراد الملتزمين بالحداد أن يستحموا بأخذ أجزاء منفصلة فقط من الجسم والرأس والوجه.
إضافة إلى ذلك يوصى باستخدام الماء البارد، ولا يُسمح باستخدام مستحضرات التجميل لأن هذا يمثل الراحة والمتعة.
ومع ذلك فإن الاستثناء من هذه القاعدة هو أن تكون المرأة عروساً أو مخطوبة للزواج أو تواعد للزواج أو تشعر كما لو أن استخدام المكياج ضروري.

### «الجلوس» شيفعا
«الجلوس» في فترة شيفعا يشير إلى الجلوس على مقاعد منخفضة في أوقات الحداد.
ورد في سفر أيوب عند الحداد: «جلس أصدقاء أيوب معه على الأرض سبعة أيام وسبع ليالٍ». 
لذلك الأصل أن يُطلب من الأفراد الذين بفترة حداد قلب الأرائك أو الأسرة والجلوس على الأرض.
مع مرور الوقت تم إجراء تعديلات على هذه القاعدة، تقول الهلاخاه أن على الفرد أن يجلس على مقاعد منخفضة أو على الأرض.
جلوس الفرد على كرسي منخفض يكون للدلالة على عدم اهتمامه براحته الشخصية أثناء فترة الحداد.  
الحداد هو تعبير عن حزن النفس وكربها بأفعال رمزية خارجية.
مارست المجتمعات المختلفة عادات مختلفة أثناء عملية «الجلوس» لشيفعا.
لم يعد يهود السفارديم يجلسون مرتدين تاليت (وتعني بالعربية شال الصلاة) ، لكن اليهود اليمنيين لا يزالون يتبعون العادات اليهودية القديمة المتمثلة في الجلوس لمدة سبعة مرتدين تاليت.
تمت الإشارة إلى هذه الممارسة في التلمود (مؤيد قطان)،  وفي كتابات السلطات الحاخامية المبكرة.   
بين المجتمعات الأشكنازية والسفاردية، هذه الممارسة عفا عليها الزمن، هم ملتزمون بالمحكمين في القانون اليهودي الذين جاءوا مؤخرًا (بيت شداش، وشوري زهاف، وسيفتي كوهين) والذين ألغوا هذه العادة.
الوحيدون الذين يستمرون في ممارسة هذه العادة هم يهود اليمن.

### مكان الحداد
المكان المثالي للحداد خلال فترة الشيفعا هو منزل الشخص المتوفى.
إذا لم يكن ذلك ممكنًا، فإن أفضل مكان هو منزل قريب من المتوفى.
لا يُسمح للأفراد عمومًا بمغادرة المبنى أثناء فترة شيفعا،
ومع ذلك هناك بعض الاستثناءات لهذه القاعدة مثل: عدم وجود مساحة كافية لإيواء كل الأفراد في الحداد، أو فقدان شخص آخر من أفراد أسرته، أو عدم القدرة على إجراء الخدمات في المنزل.
وإذا سُمح لفرد من الحداد بمغادرة المنزل، فعليه أن يفعل ذلك دون إزعاج الآخرين وليس بمفرده أبدًا.

## الصلاة في بيتالشيفعا
تتم الصلاة في منزل الحداد احترامًا للشخص الحزين وكذلك المتوفى، الصلاة أثناء الحداد مهمة على الدوام، ومع ذلك تتغير الصلاة قليلًا أثناء شيفعا.

### كاديش
خلال فترة الحداد عادة ما تتم تلاوة كاديش، بدلًا من فقدان الإيمان بالدين تطلب التقاليد اليهودية من أولئك الذين عانوا من فقدان أحد الأحباء أن يؤكدوا علانية إيمانهم بالله.
تؤمن اليهودية أنه قبل دخول الروح إلى الجنة، يلزم اثني عشر شهرًا كحد أقصى لتطهير أسوأ روح.
على الرغم من أن الحداد الكامل يستمر لمدة اثني عشر شهراً، إلا أن كاديش يتلى فقط لمدة أحد عشر شهرًا حتى لا يعني ذلك أن الروح تتطلب اثني عشر شهراً كاملة من التطهير.

### صلاة الحداد
عادة ما تُعرف صلاة الحداد الحقيقية باسم «المالّي راشاميم» في الأدب الأشكنازي و«هاشكافا» في الأدب السفارديمي
الصلاة ذاتها هي نداء من أجل أن تُعطى روح المتوفى الراحة المناسبة. عادة ما يتم تلاوة هذه الصلاة في القبر أثناء الدفن، وأثناء إزاحة الستار عن شاهد القبر، كما هو الحال في صلاة يزكور في الأعياد اليهودية.
إذا كانت التلاوة تأبينًا فرديًا، فإن الصلاة تحتوي على اسم الشخص المتوفى، أما إذا كانت التلاوة بحضور جماعة فإن الصلاة ستحتوي وصفًا للميت.

### مينيان (الصلاة) خلال شيفعا
المعروف في المينيان أن الحد الأدنى للنصاب من الذكور يبلغ عشرة أو أكثر، وفي كثير من الأحيان في مجتمعات الإصلاح أو المجتمعات المحافظة يتألف المينيان من مزيج من عشرة أو أكثر من الذكور والإناث البالغين.
الذين يجتمعون في منزل الحداد ويقومون بتقديم خدمات مماثلة لتلك التي تقام في الكنيس اليهودي.
ومع ذلك أثناء شيفعا يتم إضافة أو حذف بعض الصلوات أو الآيات.
خلال الأيام التي تُقرأ فيها التوراة في الكنيس، تُقرأ أيضًا في منزل شيفعا، يبذل المجتمع جهدًا لإعارة مخطوطة توراة إلى المعزين لهذا الغرض.

### التغييرات في الخدمة أثناء الحداد
يتم إجراء التغييرات التالية في صلاة الششارت (الصباح) مرتبة حسب النظام في الصلاة:
- إغفال البركة الكهنوتية: ص 187 (16:25) وهاليل على روش تشوديش: ص 188 (16:26)
- حذف تاشانون ونفيلات أبايم: الصفحات 184 - 185 (16:20)
- حذف تاشانون ونفيلات أباييم: الصفحات 184-185 (16:20) بالمثل، في صباح الاثنين والخميس (قبل قراءة التوراة) يتم حذف إريش أبايم.
- إغفال المزمور 20 [38]
- حذف المزمور 90:17
- إضافة مزمور 49 - الخلاص من الروح (بالعبرية: למנצח לבני קרח‏) صفحة 189 (16:29) مرتين في اليوم: صباحًا وأيضًا في المساء .
- استبدال المزمور 16 بمزمور 49 في الأيام التي تم فيها حذف تاشانون صفحة 189 (16:29)
- حذف بيتوم هاكيتوريت [39]

إضافة إلى ذلك يتم إجراء التغييرات التالية في صلوات أخرى:
- حذف تاشانون ونفيلات أبباييم من خدمة مينشا
- حذف المزامير الستة قبل خدمات ليلة الجمعة [9] صفحة 267 (28:6)
- يتم حذف التوابل من الاستخدام في منزل المعزين خلال الحافدالة (نهاية السبت).[40]

## روابط خارجية
- Shiva.com: مصدر الحداد اليهودي
- دليل اليهودية: يجلس شيفعاه
- Aish.com: Shiva & Mourning